# Anzin

Anzin este o comună în departamentul Nord, Franța. În 1 ianuarie 2022 avea o populație de 13.417 de locuitori.